# وایلر بای مونتسینگن
وایلر بای مونتسینگن (به آلمانی: Weiler bei Monzingen) یک شهر در آلمان است که در باد کرویتسناخ واقع شده‌است. وایلر بای مونتسینگن ۴۷۲ نفر جمعیت دارد.